# Honor Blackman

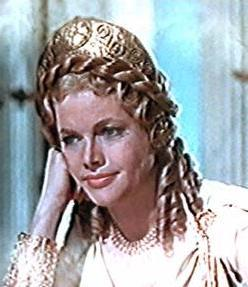
Honor Blackman.

Honor Blackman, född 22 augusti 1925 i London, död 5 april 2020 i Lewes i East Sussex, var en brittisk skådespelare.
Blackman medverkade i brittisk film sedan mitten av 1940-talet. Hennes genombrott kom 1962 när hon togs ut som Cathy Gale i TV-serien The Avengers. En annan känd roll är som Pussy Galore i James Bond-filmen Goldfinger.

## Filmografi i urval
- 1948 – Kvartett
- 1948 – Oskuld eller djävul?
- 1949 – Konspiratör
- 1949 – En pojke, en flicka och en cykel
- 1949 – Den laglösa diamantstaden
- 1950 – Försvunnen i Paris
- 1954 – Rasande upplopp
- 1955 – The Glass Cage
- 1957 – Account Rendered
- 1958 – Titanics undergång
- 1959 – Danger List
- 1961 – The Avengers (TV-serie)
- 1963 – Det gyllene skinnet
- 1964 – Goldfinger
- 1965 – The Secret of My Success
- 1965 – Att leva på toppen
- 1966 – Mord, madame...?
- 1968 – Shalako
- 1969 – Twinky
- 1970 – Oskulden och zigenaren
- 1971 – Den galne hämnaren
- 1971 – En stor grej
- 1972 – Columbo (TV-serie), avsnitt Dagger of the Mind
- 1976 – En dotter åt djävulen
- 1977 – Age of Innocence
- 1978 – Katten och kanariefågeln
- 1983 – Den hemlighetsfulle motståndaren (TV-film)
- 1984 – Lace
- 1986 – Doctor Who (TV-serie), avsnitt Terror of the Vervoids
- 1989 – Hjärtats röst
- 1990–1993 – En karl i huset (TV-serie)
- 1998 – Talos - Mumiens Förbannelse
- 1999 – I lejonens spår
- 2000 – The Sight
- 2001 – Jack och bönstjälken
- 2003 – Morden i Midsomer (TV-serie) - Fallenhet för livet
- 2005 – Colour Me Kubrick
- 2010 – Reuniting the Rubins
- 2012 – Jag, Anna
- 2012 – Cockneys vs Zombies